# متوسه
متوسه (به عربی: متوسة) یک شهرداری در الجزایر است که در استان خنشله واقع شده‌است.
 متوسه  ۵٬۵۳۸ نفر جمعیت دارد.